# Тебес
Тебе́с (перс. طبس‎) — город в южной части северо-восточного Ирана. Административный центр шахрестана Тебес остана (провинции) Южный Хорасан (с 2013 года). Население порядка 30 000 человек, расположен в 950 километрах к юго-востоку от города Тегерана и в 500 км к югу от Ашхабада. Город окружает Тебесская пустыня. Вокруг города имеется оазис с плантациями цитрусовых и финиковых пальм. В городе есть общественный сад Баге-Гольшан с красивыми фонтанами, созданный свыше 300 лет назад. В городе имеется железнодорожная станция, аэропорт и два университета.

## История

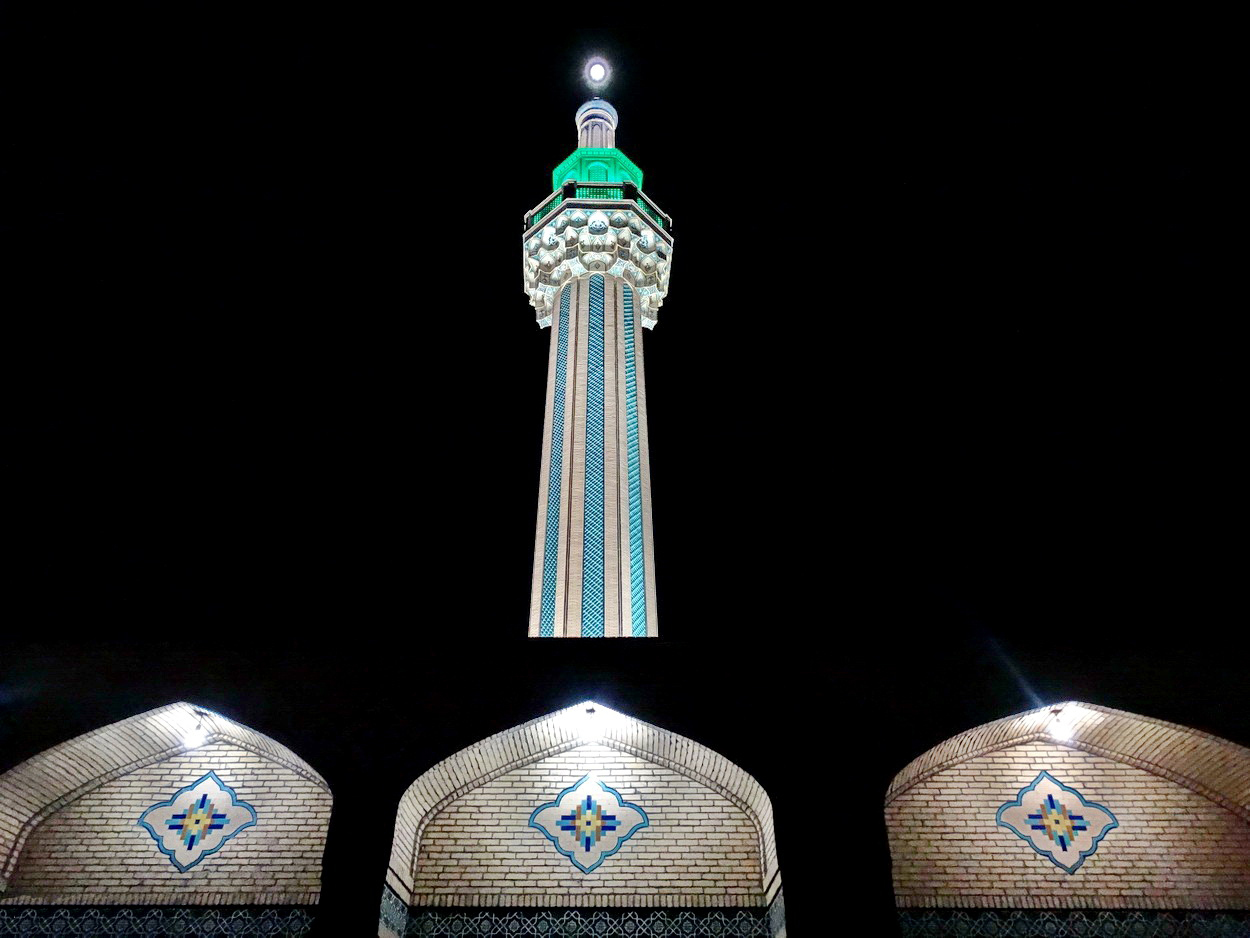
Храм Кадхим

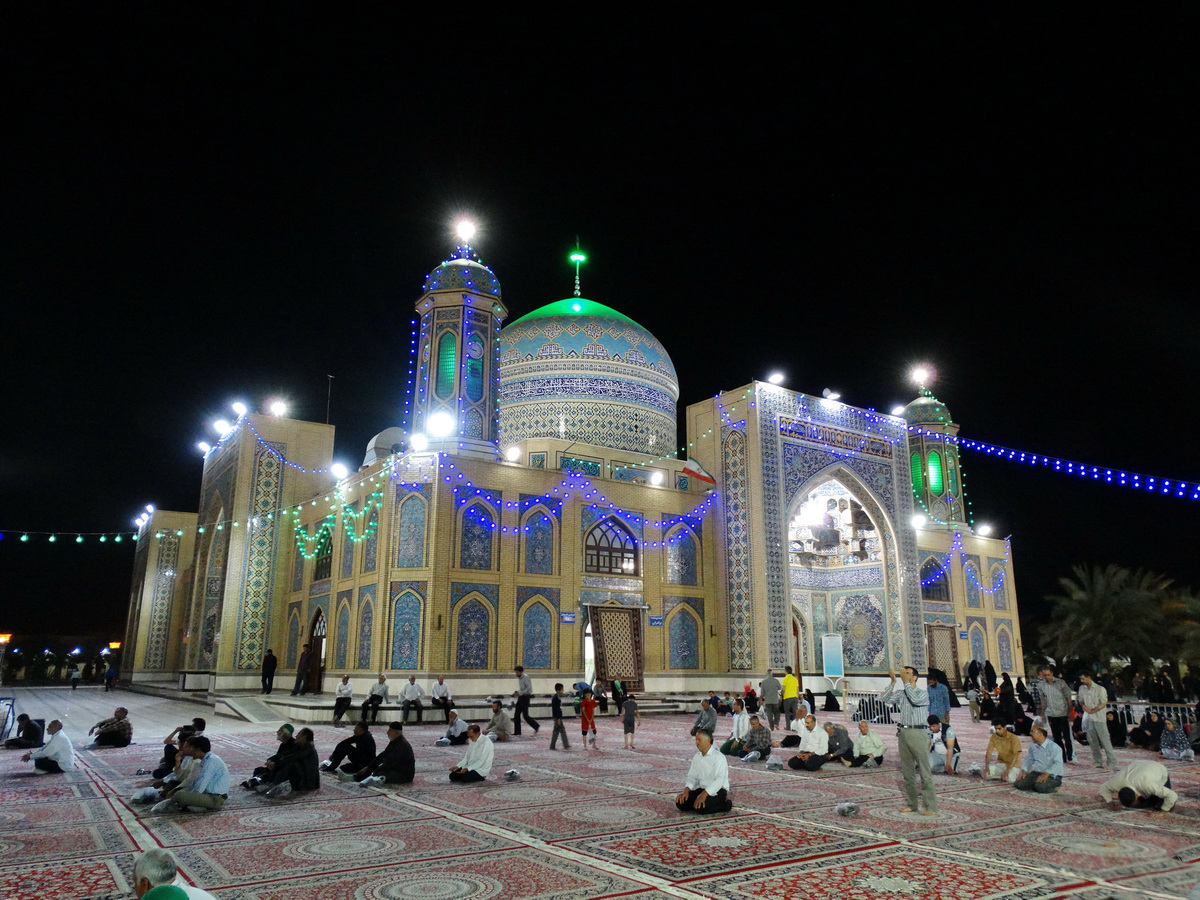
Имамзаде Хусейн

Тебес был почти полностью разрушен землетрясением магнитудой 7,8 по шкале Рихтера в ночь с 16 на 17 сентября 1978. Более половины жителей уезда (от 15 до 22 тыс. чел) погибло. Позднее многие улицы, парки и общественные здания города были восстановлены или построены заново.
Тебес также получил известность в 1980 году, когда в нём из-за поломки самолета сорвалась американская операция «Орлиный коготь».